# Bzovík
Bzovík este o comună slovacă, aflată în districtul Krupina din regiunea Banská Bystrica. Localitatea se află la altitudinea de 339 m deasupra n.m., se întinde pe o suprafață de 12,99 km2 și în 2017 număra 1.149 de locuitori.

## Istoric
Localitatea Bzovík este atestată documentar din 1135.

## Demografie
| An:                | 1994 | 2004    | 2014   | 2024   |
| ------------------ | ---- | ------- | ------ | ------ |
| Număr de persoane: | 924  | 1048    | 1148   | 1116   |
| Diferență:         |      | +13,41% | +9,54% | −2,78% |

| An:                | 2023 | 2024   |
| ------------------ | ---- | ------ |
| Număr de persoane: | 1119 | 1116   |
| Diferență:         |      | −0,26% |